# Йонна
Йонна (фр. Yonne) — департамент на сході Франції, один з департаментів регіону Бургундія-Франш-Конте.
Порядковий номер 89. Адміністративний центр — Осер. Населення 333,2 тис. чоловік (67-е місце серед департаментів, дані 1999 р.).

## Географія
Площа території 7 427 км².
Через департамент протікає річка Йонна.
Департамент включає 3 округи, 42 кантони і 454 комуни.

## Історія
Йонна — один з перших 83 департаментів, утворених під час Великої французької революції в березні 1790 року. Виник на території колишньої провінції Бургундія. Назва походить від річки Йонна, притоки Сени.